# Изкор

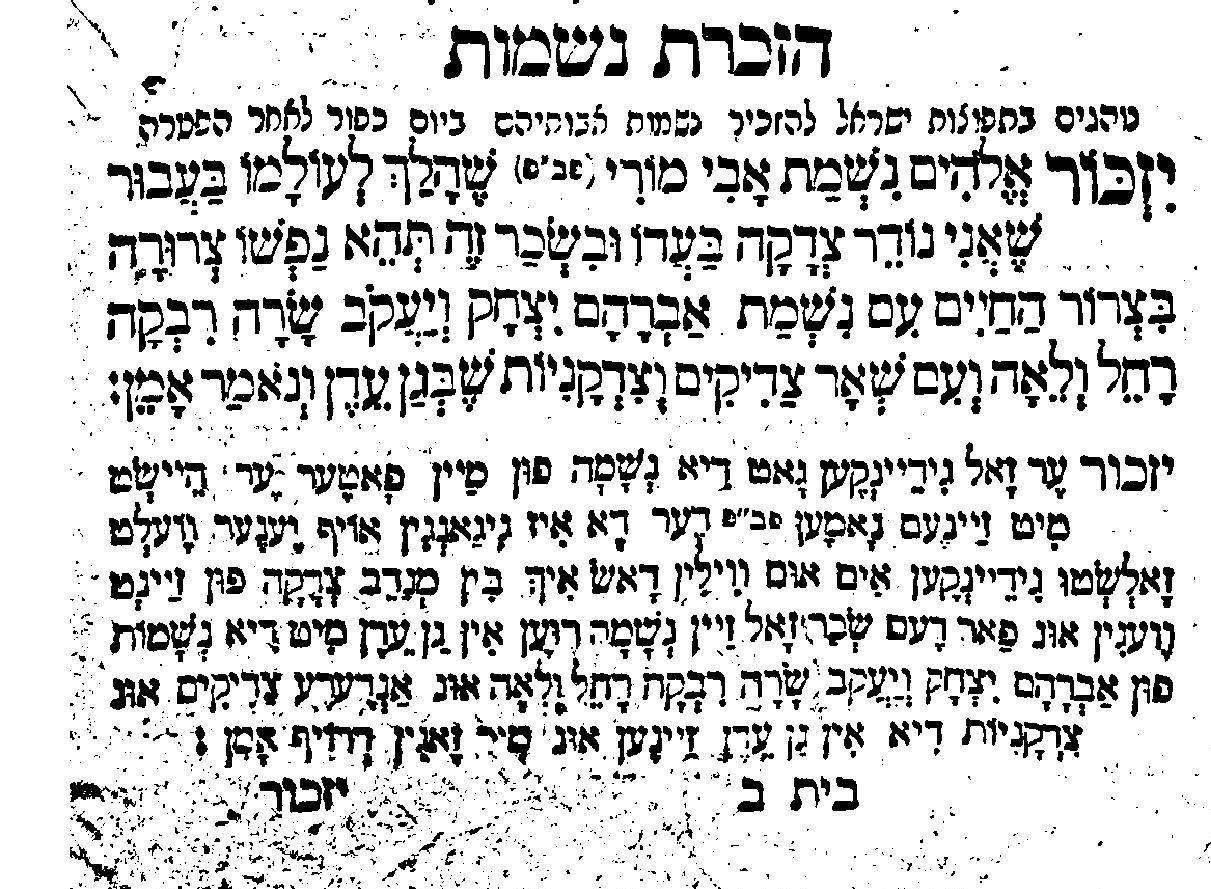
Молитва «Изкор» в махзоре 1876 года

Изко́р (от ивр. יזכור‎ — «да вспомнит [Бог]») — ашкеназская личная молитва за усопших евреев-ашкеназов в поминальном ритуале «Хазкарат нешамот». Является одной из трёх в серии молитв: Изкор, Эль мале рахамим, Ав ха-рахамим.

## Текст
| По еврею-ашкеназу | По еврейке-ашкеназке |
| --- | --- |
| Да воспомянет Бог душу отца моего, господина моего (имярек), отошедшего к миру, а я обещаю милостыню ради него, и в награду за это, да приобщится душа его к сонму живущих, к душам Авраама, Исаака и Иакова, Сарры, Ревекки, Рахили и Леи, и к остальным праведникам и праведницам, которые в раю, и скажем «аминь». | Да воспомянет Бог душу матери моей, госпожи моей (имярек), отошедшей к миру, а я обещаю милостыню ради неё, и в награду за это, да приобщится душа её к сонму живущих, к душам Авраама, Исаака и Иакова, Сарры, Ревекки, Рахили и Леи, и к остальным праведникам и праведницам, которые в раю, и скажем «аминь». |

## Традиция
Это[что?] важное событие для многих евреев, даже тех, кто не посещает синагогу регулярно. В большинстве ашкеназских общин она[что?] проводится после чтения свитка Торы четыре раза в год: в Йом-кипур, в последний день Песаха, во второй день Шавуота и в Шмини Ацерет. В сефардском обычае нет молитвы «Изкор», но аналогичную роль в богослужении выполняет молитва «Хашкава».

## Происхождение
Самым ранним источником Изкора является Мидраш Танхума, в котором упоминается обычай поминать умерших и давать за них милостыню в Йом-кипур. Согласно Сифре, чтение Изкора в Йом-кипур достигает искупления для тех, кто умер. Эта служба была популяризирована на фоне преследований евреев во время крестовых походов.

## Обычаи
Тем, у кого оба родителя живы, принято покидать молельню во время Изкора из уважения или суеверия. Обычно её не посещают в течение первого года траура. Молитва «Изкор» предназначена для чтения в синагоге с миньяном, если человек не может быть с миньяном, он может читать наедине. Тем не менее, эта практика является обычаем и исторически не считается обязательной.
В некоторых общинах Изкор начинается с ответных стихов и может также включать 90-й псалом. Помимо личной молитвы Изкор, часто также есть общинные молитвы за мучеников (см. Киддуш ха-Шем) и жертв Холокоста, а также призыв к благотворительности. Богослужение завершается молитвой Эль мале рахамим.

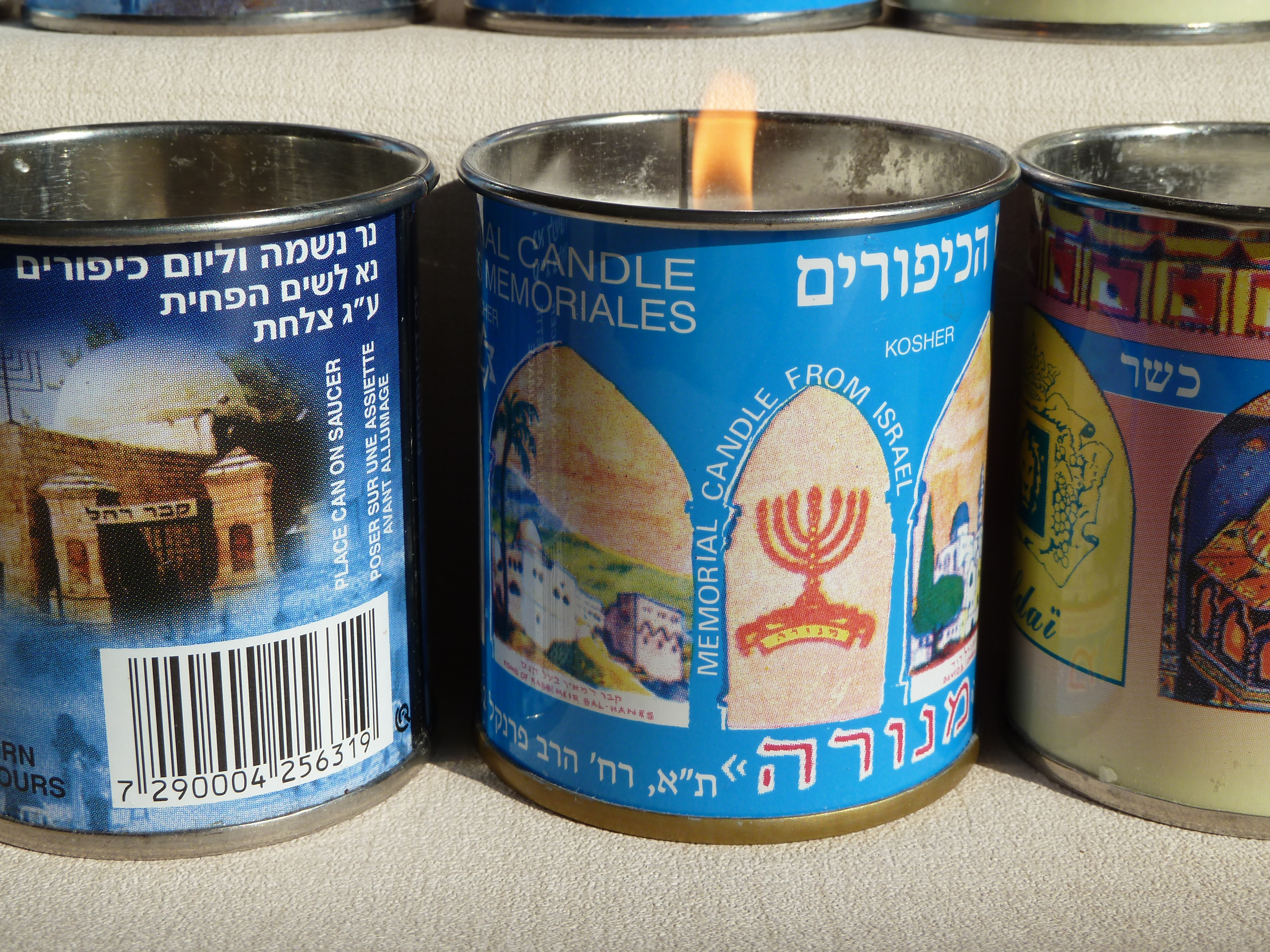
Поминальные свечи для Изкора

Свечи на Йорцайт обычно зажигают в дни, когда читают Изкор.